# Philipp Ganzmüller
Philipp Ganzmüller (* 11. Juli 1976) ist ein ehemaliger deutscher Basketballspieler.

## Laufbahn
Der 2,05 Meter große Innenspieler rückte 1997 aus der eigenen Jugend ins Bundesliga-Aufgebot von Basket Bayreuth auf und spielte dort unter Trainer Calvin Oldham. Ganzmüller studierte gleichzeitig nach dem 1995 in Bayreuth abgelegten Abitur Rechtswissenschaft.
1998 verließ Ganzmüller Bayreuth, setzte sein Studium in München fort und spielte beim FC Bayern München in der Regionalliga Süd-Ost. 2004 ging er nach Hamburg, wurde beruflich als Rechtsanwalt tätig und spielte Basketball beim Regionalligisten BC Hamburg. Er wurde später geschäftsführender Gesellschafter eines Wirtschaftsinformationens-, Inkasso- und Bonitätsprüfungsunternehmens.